# The Royal Scam (Lied)
The Royal Scam (englisch für „Königlicher Schwindel“) ist der Titelsong des Albums The Royal Scam, das 1976 von Steely Dan veröffentlicht wurde.

## Liedtext
Das Lied skizziert die gescheiterten Wohlstands-Träume von Einwanderern aus Puerto Rico, die in den 1950er und 1960er Jahren nach New York kamen.
Die erste Strophe beginnt mit den Zeilen:

„Und sie wanderten ein

Aus der Stadt St. John

Ohne einen Cent“

Und obwohl sie im Elend landen, schreiben sie nach Hause von wunderbaren Zuständen – ein königlicher Schwindel (Royal Scam):

„Jetzt wird die Geschichte erzählt

Von dem alten Mann zu Hause

Er liest den Brief vor

Wie sie in Gold bezahlt werden

Nur um im Hinterzimmer zu plaudern

Die ganze Nacht und ihre Zeit verschwenden“